# Kindle Fire HDX
La Kindle Fire HDX est une tablette tactile. Troisième génération de la ligne Kindle Fire d'Amazon.com, elle a été annoncée le 25 septembre 2013 et existe en deux formats : 7 et 8,9 pouces.

## Caractéristiques matérielles
Les deux modèles, qu'il s'agisse du modèle 7 pouces ou celui de 8,9 pouces, sont dotés d'un processeur avec une carte graphique Adreno 330. Tous deux ont une caméra frontale d'1,2 Mpx HD 720p mais seul le modèle de 8,9 pouces dispose aussi dune caméra située sur la face arrière, d'une résolution beaucoup plus élevée de 8,9 Mpx. Les boutons de mise en marche et de volume sont situés au dos de la tablette.

## Caractéristiques logicielles
Les deux modèles utilisent le même système d'exploitation, Fire OS, un système basé sur l'Android de Google. Celui-ci propose « Mayday », un bouton permettant d'appeler instantanément l'aide Amazon.
Amazon Silk, un navigateur Web accéléré « dans le nuage », est aussi inclus. Des services tels que l'Amazon Appstore et Amazon.com sont aussi disponibles sur l'appareil afin de télécharger du contenu, tel que des applications ou des livres électroniques. Les tablettes peuvent envoyer du contenu vidéo vers un second écran tel qu'un écran plat, pour diffuser des films et autres contenus. Cette fonctionnalité est baptisée « Second Screen ».

## Modèles
|                            |                            | Kindle Fire HDX 7"                        | Kindle Fire HDX 8,9"                      |
| -------------------------- | -------------------------- | ----------------------------------------- | ----------------------------------------- |
| Date de sortie             | WiFi                       | 18 octobre 2013                           | 7 novembre 2013                           |
| Date de sortie             | Wi-Fi + Cellular           | 14 novembre 2013                          | 10 décembre 2013                          |
| Statut                     | Statut                     | Actuel                                    | Actuel                                    |
| Taille d'écran (diagonale) | Taille d'écran (diagonale) | 17,8 cm                                   | 22,6 cm                                   |
| Résolution                 | Résolution                 | 1 920 × 1 200 (323 ppp)                   | 2 560 × 1 600 (339 ppp)                   |
| OS                         | OS                         | Fire OS 3.0 (dérivé d'Android 4.2.2)      | Fire OS 3.0 (dérivé d'Android 4.2.2)      |
| CPU                        | CPU                        | Quad-core 2,2 GHz Qualcomm Snapdragon 800 | Quad-core 2,2 GHz Qualcomm Snapdragon 800 |
| GPU                        | GPU                        | Qualcomm Adreno 330 à 450 MHz             | Qualcomm Adreno 330 à 450 MHz             |
| RAM                        | RAM                        | 2 Go                                      | 2 Go                                      |
| Sans fil                   | Wi-Fi                      | bi-bande 802.11 a/b/g/n                   | bi-bande 802.11 a/b/g/n                   |
| Sans fil                   | Wi-Fi + Cellular           | bi-bande 802.11 a/b/g/n + 4G LTE          | bi-bande 802.11 a/b/g/n + 4G LTE          |
| Bluetooth                  | Bluetooth                  | BT 4.0 + EDR (HID et A2DP)                | BT 4.0 + EDR (HID et A2DP)                |
| Capacité Disque            | Capacité Disque            | 16, 32 ou 64 Go                           | 16, 32 ou 64 Go                           |
| Caméra                     | Arrière                    | NC                                        | 8 Mpx                                     |
| Caméra                     | Avant                      | 1,2 Mpx HD photo et vidéo                 | 1,2 Mpx HD photo et vidéo                 |
| Dimensions                 | Dimensions                 | 186 × 128 × 9 mm                          | 231 × 158 × 7,8 mm                        |
| Poids                      | Wi-Fi                      | 303 g                                     | 374 g                                     |
| Poids                      | Wi-Fi + Cellular           | 311 g                                     | 384 g                                     |
| Batterie                   | Batterie                   | 4 500 mAh                                 | ? mAh                                     |